# Dachsberg (Rostocker Heide)

Lage des Dachberges im Gebiet südlich von Graal-Müritz

Der Dachsberg ist ein 8,4 m ü. NHN hoher Hügel in der Rostocker Heide auf dem Gebiet der Hansestadt Rostock, im Ortsteil Torfbrücke, in Mecklenburg-Vorpommern.
Die Anhöhe liegt rund zwei Kilometer südöstlich von Graal-Müritz und drei Kilometer von der Ostseeküste entfernt. 330 Meter westlich des Dachsberges befindet sich ein Trigonometrischer Punkt mit einer Höhe von 8,8 m ü. NHN. Die Grenze zur Gemeinde Gelbensande liegt 700 Meter östlich des Dachsberges.
Topographisch ist der Dachsberg eigentlich kein Berg, sondern ein Hügel mit weniger als zehn Metern über Seehöhe. Die topographische Bedeutung der Höhe ergibt sich allerdings aus der Tatsache, dass die Rostocker Heide allgemein nur über wenige markante Höhen verfügt. Daher ist die Anhöhe regelmäßig auch in topographischen Karten größeren Maßstabes (bis 1: 250.000) verzeichnet. Der Dachsberg bildet den nordöstlichen Eckpfeiler einer Höhenschwelle, die sich südlich von Graal-Müritz erhebt. 